# Eisenbahnunfall von Halle (Belgien)

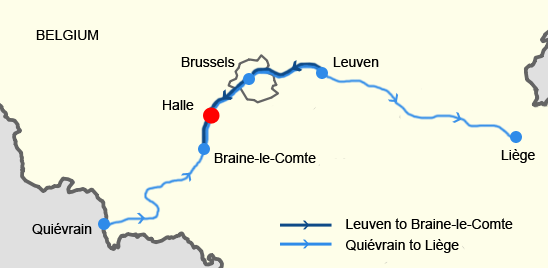
Unfallstelle

Bei dem Eisenbahnunfall von Halle stießen am 15. Februar 2010 um 8:28 Uhr südlich von Brüssel, zwischen Halle und Buizingen in Belgien, im morgendlichen Pendlerverkehr zwei Regionalzüge frontal zusammen. 19 Menschen starben.

## Ausgangslage
Die 75,5 km lange, zweigleisige Bahnstrecke Brüssel–Quévy verläuft 14 km südlich des Bahnhofs Brüssel-Süd (Midi) durch den Bahnhof Halle. Davor liegt die Betriebsstelle Buizingen, in einem Stadtteil von Halle.
Drei Züge waren hier unterwegs:
- Der erste Zug (E3678) war eine Regionalbahn und fuhr von Leuven (Löwen) nach Braine-le-Comte, von der Betriebsstelle Buizingen kommend also südwärts.
- Der zweite Zug (E1707) fuhr von Quiévrain nach Liège, also in nördliche Richtung.
- Ein dritter Zug nutzte das Parallelgleis und war in den Unfall nicht verwickelt.

In den beiden betroffenen Zügen reisten etwa 250 bis 300 Passagiere.
Die Sicht war schlecht. Es schneite stark. Aufgrund des Wetters kam auch der Fahrplan durcheinander. Die Regionalbahn aus Leuven verkehrte mit etwa zehn Minuten Verspätung.

## Unfallhergang
590 m vor dem Haltepunkt Buizingen passierte die Regionalbahn E3678 von Leuven kommend auf Gleis 96 A ein Vorsignal, das anzeigte, dass das folgende Hauptsignal Halt zeigen würde. Der Lokführer bestätigte durch Knopfdruck, dass er dieses Signal wahrgenommen hatte. Um 8:26 hielt die Regionalbahn am Haltepunkt Buizingen. Nach etwa 30 Sekunden Stillstand setzte sich der Zug mit voller Beschleunigung wieder in Bewegung. Das Hauptsignal 335 m hinter dem Haltepunkt zeigte zu diesem Zeitpunkt mit an Sicherheit grenzender Wahrscheinlichkeit weiterhin Halt, da die Fahrstraße des entgegenkommenden Zuges E1707 das Gleis 96 A kreuzte. Der Lokführer will hingegen ein auf Fahrt stehendes, grünes Signal erkannt haben. Die Regionalbahn überfuhr das haltzeigende Signal mit etwa 60 km/h und beschleunigte weiter. Als der Lokführer bemerkte, dass Zug E1707 seinen Fahrweg kreuzte, leitete er eine Schnellbremsung ein. Die Züge stießen beinahe frontal zusammen, die Lokomotiven und jeweils ersten Wagen schoben sich in- und übereinander.

## Folgen

### Unmittelbare Folgen
Bei dem Unfall kamen 19 Menschen ums Leben, 171 weitere wurden verletzt, 35 davon schwer.
Die Schwerverletzten wurden von der Feuerwehr in umliegende Krankenhäuser gebracht, die Leichtverletzten in einem naheliegenden Sportzentrum in Halle behandelt und psychologisch betreut. Ein Krisenzentrum und eine Notrufnummer für Angehörige wurden eingerichtet. Darüber hinaus rief das Rote Kreuz zum Blutspenden auf.

### Weitere Konsequenzen
Der Unfall-Untersuchungsbericht empfahl, ein verbessertes Zugbeeinflussungssystem binnen eines Jahrzehnts einzuführen. Belgien beschleunigte daraufhin den Einbau des Zugbeeinflussungssystems TBL 1+, das eine Zwangsbremsung bereits dann auslöst, wenn ein Zug sich mit zu hoher Geschwindigkeit einem haltzeigenden Signal nähert.
Das anschließende Strafverfahren nahm fast 10 Jahre in Anspruch. Alle Angeklagten, der Eisenbahninfrastrukturbetreiber Infrabel, das Eisenbahnverkehrsunternehmen SNCB und der Lokomotivführer, der das Signal überfahren hatte, wurden schuldig gesprochen. Die beiden Eisenbahnunternehmen wurden zu einer Geldstrafe von jeweils 550.000 Euro verurteilt. Der ebenfalls schuldig gesprochene Lokomotivführer – das Gericht ging davon aus, dass er ein rotes, haltzeigendes Signal überfahren hatte – ging straffrei aus. Nach Erkenntnis des Gerichts trifft ihn als letztes Glied in der Sicherheitskette die geringste Schuld.